# John Howard Pyle
John Howard Pyle (25 mars 1906 - 29 novembre 1987) est un animateur de radio et homme politique américain qui est le neuvième gouverneur de l'État américain de l'Arizona de 1951 à 1955. Opposant à la polygamie, il autorise une descente dans un complexe de l'Église fondamentaliste de Jésus-Christ des saints des derniers jours. En tant que membre du Parti républicain, Pyle est également membre de l'administration du président Dwight D. Eisenhower.

## Biographie
Né en 1906 à Sheridan, dans le Wyoming, Pyle est diplômé de l'Université d'État de l'Arizona en 1930 et est membre de la fraternité Lambda Chi Alpha. Il est le directeur de programme de la radio KFAD (aujourd'hui KTAR) à Phoenix de 1930 à 1951. Il sert également comme correspondant de guerre pendant la Seconde Guerre mondiale et couvre la cérémonie de reddition des Japonais. Pyle bat la pionnière politique Ana Frohmiller (en) lors de sa campagne de 1950 pour le poste de gouverneur de l'Arizona qu'il occupe de 1951 à 1955.
En 1953, il tente de démanteler un complexe mormon fondamentaliste polygame à Colorado City, en Arizona, dans ce qui est connu sous le nom de Short Creek Raid, qui aboutit à l'arrestation de deux douzaines d'hommes et au placement de 236 enfants dans des foyers d'accueil. Cette décision lui aliène de nombreux électeurs de l’État après que des photos d’enfants en larmes séparés de force de leurs mères désemparées soient publiées dans les journaux. Pyle perd en 1954 face à son adversaire démocrate, l'ancien chef de la majorité au Sénat Ernest McFarland, et quitte ses fonctions en janvier 1955.
Après la fin de son mandat de gouverneur, Pyle rejoint la présidence de Dwight D. Eisenhower, nommé directeur du Bureau nouvellement créé de l'assistant adjoint du président pour les relations intergouvernementales le 1er février 1955. Lorsque le président Dwight D. Eisenhower crée un Comité d'action conjoint fédéral-étatique le 20 juillet 1957 pour traiter de la sécurité routière, il nomme Pyle comme l'un des sept membres du comité, et Pyle prend la parole en tant que représentant du président lors des conférences régionales sur la sécurité routière tenues en 1958. En 1959, il devient président du Conseil national de sécurité (NSC).
Le NSC élit Vincent L. Tofany comme nouveau président le 29 octobre 1973, mettant fin au mandat de Pyle. Il prend sa retraite et s'installe à Tempe, où il écrit des chroniques pour le Tempe Daily News-Tribune. Après avoir subi un accident vasculaire cérébral, il est hospitalisé le 23 octobre 1987 et meurt le 29 novembre 1987 à Tempe, en Arizona. La maison de Pyle, abandonnée après sa mort, est ensuite rénovée et préservée en tant que propriété historique appelée Pyle House.